# Deense houting
De Deense houting (Coregonus maraena) is een straalvinnige vissensoort uit de familie van de zalmen (Salmonidae) en de onderfamilie houtingen. De wetenschappelijke naam van de soort is voor het eerst geldig gepubliceerd in 1779 door Marcus Elieser Bloch. Het is een soort houting (of marene) die voorkomt in het Oostzeegebied. Naar Duits voorbeeld zou deze soort de Oostzeehouting genoemd kunnen worden.

## Kenmerken
De vis kan een lengte bereiken van 130 cm, het hoogst geregistreerde gewicht is 10 kg. Echter, volgens Kottellat & Freyhof kan de vis hoogstens 60 cm lang worden. Kenmerkend zijn de spitse snuit en de onderstandige bek. Het aantal kieuwboogaanhangsels ligt tussen de 26 en 33.

## Verspreiding en leefomgeving
Deze houting is anadroom, er bestaan ook populaties die alleen in zoet water voorkomen zoals in alle grote meren in Scandinavië en Finland. Het verspreidingsgebied strekt zich over het Oostzeegebied bij Polen, Zweden en Finland en ook dieper landinwaarts. Deze houting kwam vroeger ook buiten het Oostzeegebied voor. Hiervan is alleen een populatie overgebleven aan de westkust van Denemarken, in Jutland.

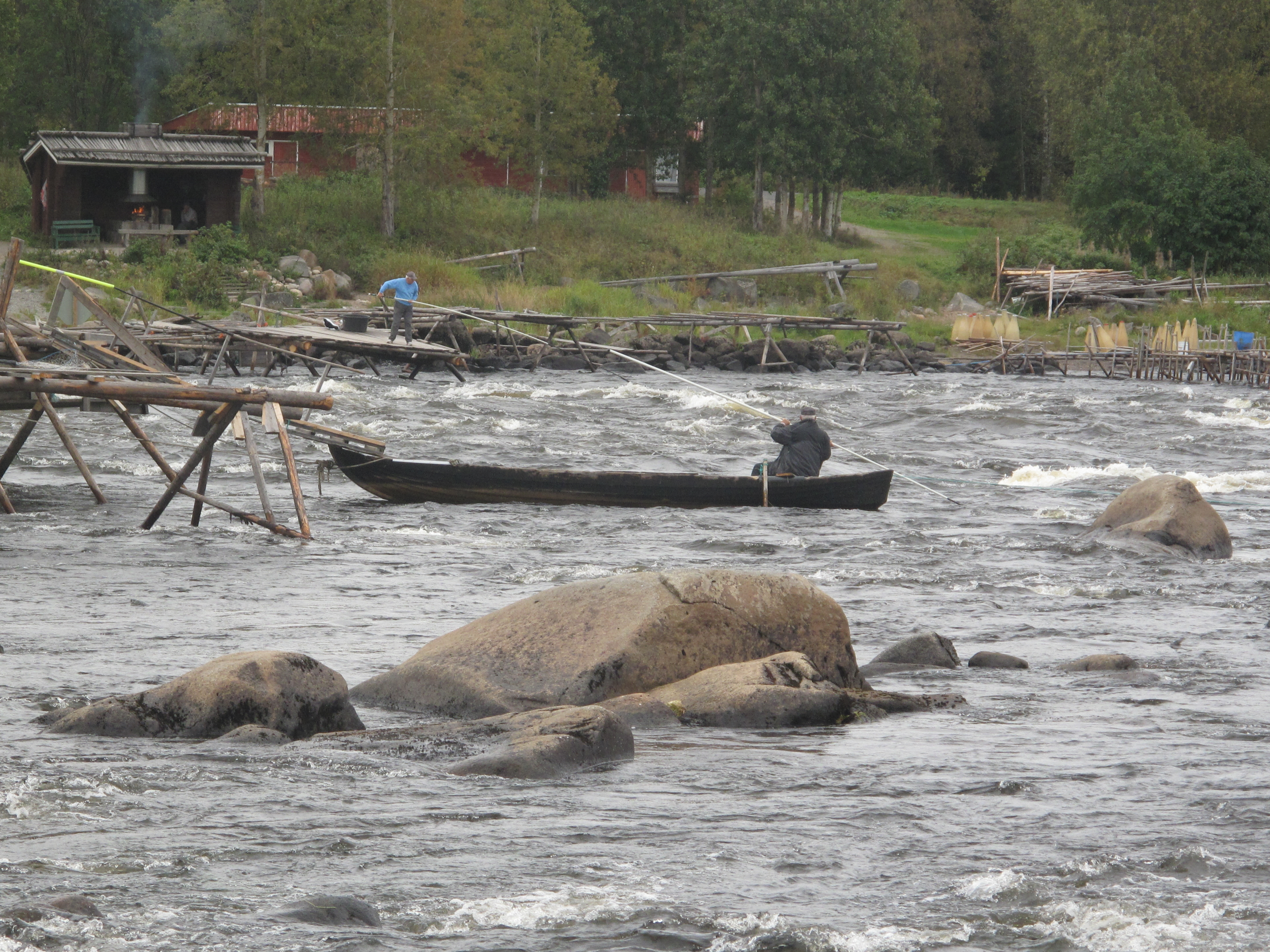
Houtingvangst met netten in de Torne älv tussen Zweden en Finland.

## Relatie tot de mens
Deze houting was voor de visserij van aanzienlijk belang. In oude verhalen die in Pommeren de ronde deden, figureert deze vissoort als kost voor arme mensen. Dit wordt anders in de 20ste eeuw, dan verschijnt de vis op het menu in dure restaurants. In de jaren 1920, 1930 wordt hij geserveerd onder de naam "Steinlachs" (steenzalm).

### Herintroductie in deRijn
De houting die in het Rijnstroomgebied wordt uitgezet met de bedoeling om de Noordzeehouting terug te krijgen, betreft waarschijnlijk deze soort: Coregonus maraena, want het kweekmateriaal komt van houtingpopulatie in Jutland (Denemarken).

## Status
In de jaren 1980 en 1990 gaat de Oostzeehouting dramatisch in aantal achteruit, waarschijnlijk door watervervuiling en het bouwen van dammen in rivieren. Die achteruitgang gaat nog steeds door. Daarom staat deze houting als kwetsbaar op de Rode Lijst van de IUCN.